# 官桥北站
官桥北站，是广惠城际铁路的高架车站，位于广东省广州市番禺区石楼镇与石碁镇交界处莲花大道上。本站于2024年5月26日启用。

## 车站结构
本站为路中高架三层侧式车站，一层为架空层、二层为站厅层、三层为站台层。

### 车站楼层
| 地上三层 | 侧式站台 | 侧式站台                                | 侧式站台 | 侧式站台 |
|          | 1站台    | 广惠城际 小金口方向（下站：广州莲花山） |          |          |
|          | 2站台    | 广惠城际 番禺方向（下站：东环）         |          |          |
|          | 侧式站台 |                                         |          |          |
| 地上二层 | 站厅     | 售票处、候车区                          |          |          |
| 地面     | 出入口   | 进站口、出站口                          |          |          |

### 出入口
本站设有三个出入口，现时仅开放北站房的A口。
|                                           |                                                       |      |          |                                       |
| 编号                                      | 设施                                                  | 照片 | 出口指示 | 建议前往的目的地                      |
| 北站房                                    |                                                       |      |          |                                       |
| A                                         | 盲道标志 · 升降机标志 · 无障碍通道标志 · 扶手电梯标志 |      | 莲花大道 | 凌边村、官桥村 公交：城际官桥北站总站 |
| 南站房                                    |                                                       |      |          |                                       |
| B1                                        |                                                       |      |          | （未启用）                            |
| B2                                        |                                                       |      |          | （未启用）                            |
| 註： 設有 \| 設有 \| 設有 \| 設有扶手電梯 |                                                       |      |          |                                       |

## 历史
本站原名官桥站，后为避免与京沪铁路上位于山东枣庄的官桥站重名，而更改为官桥北站。
2024年5月26日，车站随广惠城际铁路佛莞段的开通而启用。

## 接驳交通
广州地铁4号线预留的官桥站将建于本站西侧，届时将建设天桥与本站相连。
本站还设有配套的城际官桥北站公交车站。
| 地铁（官桥站） - 广州地铁4号线（建设中） 公交（城际官桥北站） \| 编号 \| 编号 \| 线路 \| 线路 \| 线路 \| 收费 \| 备注 \| \| ---- \| ---- \| ------------ \| ---- \| ---- \| ---- \| ------- \| \| \| 番83 \| 城际官桥北站 \| ⇆ \| 长坦 \| 2元 \| 60分/班 \| |      |              |      |      |      |         |
| 编号 | 编号 | 线路         | 线路 | 线路 | 收费 | 备注    |
| | 番83 | 城际官桥北站 | ⇆    | 长坦 | 2元  | 60分/班 |